# Janusz Szprot

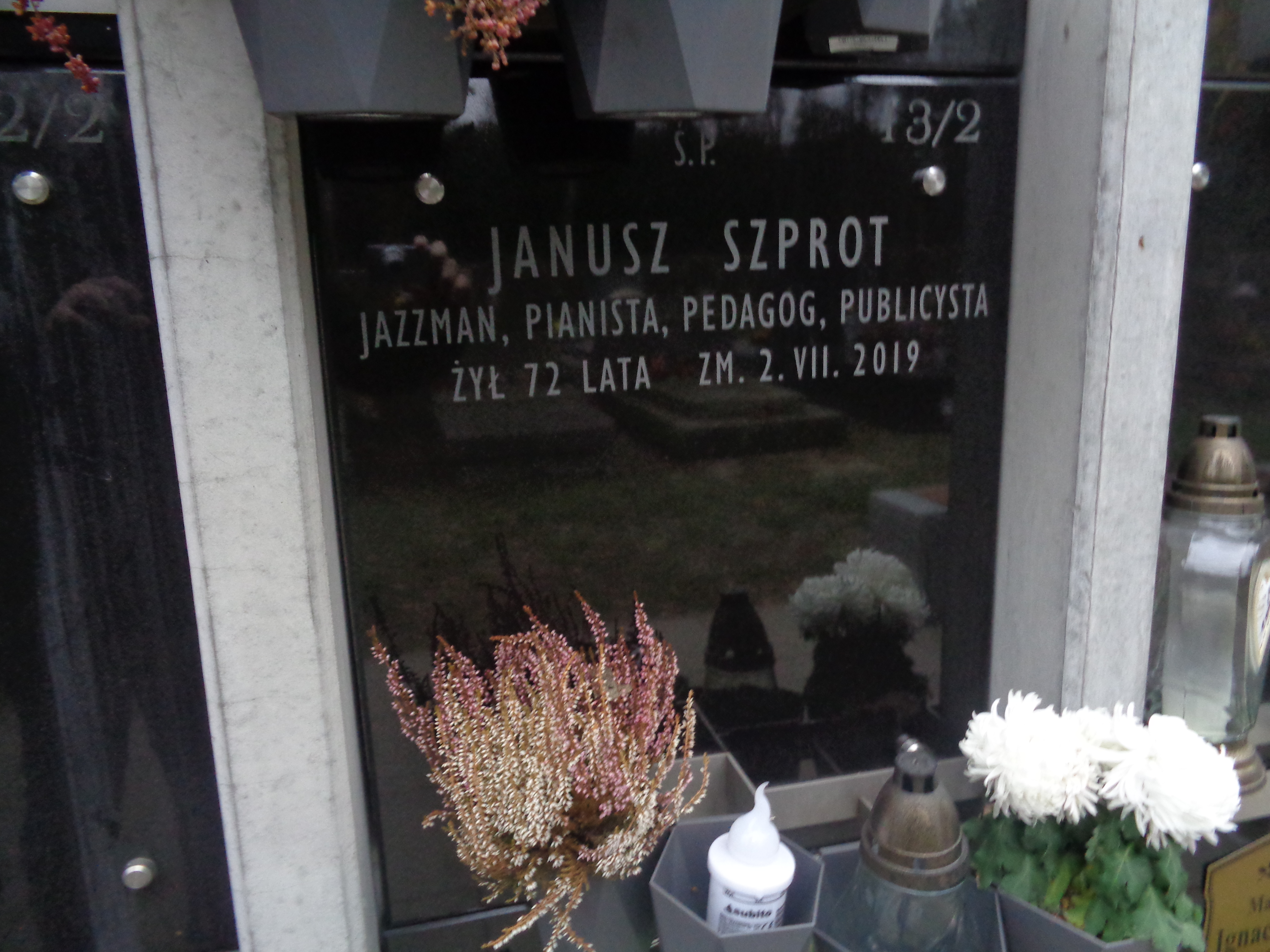
Grób Janusza Szprota na Cmentarzu Wojskowym na Powązkach

Janusz Wiesław Szprot (ur. 26 września 1946 w Warszawie, zm. 2 lipca 2019 w Ankarze) – polski pianista jazzowy, kompozytor, aranżer, publicysta, wykładowca akademicki.

## Życiorys
Uczył się w Średniej Szkole Muzycznej im. Karola Kurpińskiego w Warszawie oraz równolegle w stołecznych liceach: najpierw w IV Liceum Ogólnokształcącym im. Adama Mickiewicza, a następnie w VI Liceum Ogólnokształcącym im. Tadeusza Reytana. Studiował muzykologię na Uniwersytecie Warszawskim. Był członkiem m.in. zespołów Gold Washboard, Royal Rag, Sami Swoi, Music Market, Amalgamat, Blues Duo Sz-Sz (z Tomaszem Szukalskim), Young@Hearts Band. Był również zaangażowany w działalność edukacyjną, jako wieloletni wykładowca Międzynarodowych Warsztatów Jazzowych w Chodzieży, szef artystyczny Międzynarodowych Warsztatów Jazowych w Puławach oraz wykładowca akademicki na Wydziale Muzycznym w Uniwersytecie Bilkent w Ankarze w Turcji.
Spoczywa na Cmentarzu Wojskowym na Powązkach (kolumbarium – kwatera: Q KOL 8, rząd: 2 (55X58X56), grób: 13).

## Odznaczenia i nagrody
W 2008 roku uhonorowany został brązowym medalem Gloria Artis, przyznanym przez polskie Ministerstwo Kultury za osiągnięcia w sztuce muzycznej. W 2010 roku uhonorowany został odznaką „Bene Merito” za zasługi dla promocji polskiej kultury na arenie międzynarodowej.